# 李欣芸
李欣芸（CinCin Lee，1967年—），是一位出生於臺灣高雄的流行音樂產業從業者，從事音樂創作及製作、跨界演奏和電影配樂外，致力於推廣提升電影配樂之形象及培育台灣下一代流行音樂人才。
專精於創作、編曲與製作，並因電影配樂為人所知。曾為《少年吔，安啦！》、《我的美麗與哀愁》、《只要為你活一天》、《雙瞳》、《練習曲》、《渺渺》、《軍中樂園》和《五月一號》等電影配樂，曾獲得金馬獎最佳原創音樂獎和金曲獎等殊榮，亦是三金（金馬、金曲、金鐘）入圍者。
她是首位獲得金馬獎最佳電影原創音樂的女性配樂家。

## 生平
李欣芸畢業於光仁中學音樂班、東吳大學音樂系（主修大提琴）、伯克利音樂學院（主修爵士作曲與現代編曲）。
1987年，她參加第四屆大學城全國大專歌謠創作比賽，並以作品〈隔夜茶〉獲得第一名及最佳作曲獎。
1991年，李欣芸與友人共組「Baboo樂團」，並在團中擔任鍵盤手。當時，她也擔任多位歌手的製作人，並創作不少流行歌曲。
1998年，加入真言社製作有限公司擔任音樂總監，為旗下女歌手何欣穗製作首張個人專輯《完美小姐》，獲得入圍第11屆金曲獎最佳專輯製作人獎。翌年，她與何欣穗代表臺灣前往馬來西亞參加第四屆亞洲音樂節，並以創作曲〈撿紅點〉一曲與作詞者何欣穗共同獲得第一名，作品迄今仍未發表。
2005年，她以電影《深海》的配樂獲得第42屆金馬獎最佳原創電影音樂獎，又在發表首張個人專輯《國際漫遊》後獲得中華音樂人交流協會2005年年度十大專輯獎項。
2007年，她在News98電台擔任節目《音樂DiDaDi》主持人(至2013年)，並成立「李欣芸﹒音樂工作室」(即現時「李欣芸音樂製作有限公司」)。
2008年，她以演奏專輯《托斯卡尼 我想起你》獲得第19屆金曲獎流行音樂作品演奏類最佳專輯獎；同年，她開始在臺南藝術大學應用音樂系兼任講課，並多次應邀前往各地主講有關音樂製作和電影配樂的知識。
2010年，她以演奏專輯《故事島》中作品〈大稻埕〉獲得第21屆金曲獎流行音樂作品演奏類最佳作曲獎。
2012年，她分別於台灣國家音樂廳與香港演藝學院舉行《故事. 島》多媒體音樂會，從《故事島》專輯中挑選部分作品以國樂重新編曲，並交由江靖波及臺灣國樂團指揮演奏，又結合蕭青陽及龍男‧以撒克‧凡亞思共同拍攝的故事影像。
2016年，她開始在國立臺北藝術大學「IMPACT音樂學程」擔任學程協同主持人兼業師。同年，她前往保加利亞錄音及製作，並將個人過往作品交由保加利亞國家廣播交響樂團（Bulgarian Symphony Orchestra – SIF309）演奏及錄製；至年底正式推出《心情電影院》雙CD專輯。
2017年，她在3月19日於台北國家音樂廳舉行《心情電影院》音樂會，並且榮獲了第28屆金曲獎演奏類最佳專輯製作人獎，於11月12日在屏東演藝廳重演，是為2017衛武營藝術祭的演出節目。同年，她為Bravo FM 91.3(財團法人台北勞工教育電台)擔任節目《星夜狂想曲》主持人，並於2018年入圍第53屆金鐘獎廣播類非流行音樂節目主持人獎。
2019年，獲中華文化總會策劃的「2019城南有意思」活動邀約，在4月6日重頭戲活動「2019總統府音樂會」與音樂人柯智豪擔任音樂總監，在總統府前凱達格蘭大道舉行被喻為有史以來規模最大的總統府音樂會。5月19日，她與台北市立國樂團攜手於臺北市中山堂中正廳，舉辦一場「有閒來坐 臺北城的十張椅子」影像音樂會。與攝影大師謝三泰、導演黃惠玲與金曲歌手吳昊恩合作，透過舞台結合音樂、影像、歌聲吟唱相互交融，訴說出臺北城的迷人故事。
2020年，經高雄市政府推薦，由審議行政法人重大事務及負責館務監督的董事會一致通過，獲邀出任高雄流行音樂中心（簡稱高流或南流）執行長，4月13日到任，中心同年底竣工啟用。2023年1月31日請辭。
2023年，擔任國立臺灣藝術大學音樂系客席教授。

## 音樂作品

### 專輯

#### 個人專輯
- 2005年－《國際漫遊》，滾石唱片發行
- 2007年－《托斯卡尼 我想起你》，風潮音樂發行
- 2009年－《故事島》，風潮音樂發行
- 2016年－《心情電影院》2CD（Cin Cinema），李欣芸音樂製作有限公司發行

#### 電影原聲帶
- 2006年－《深海Blue Cha-cha電影原聲帶》，李欣芸﹒音樂工作室發行
- 2007年－《練習曲 O.S.T.》[28]（Island Etude Original Soundtrack） ，參拾柒度發行
- 2015年－《李欣芸與陳瑞斌的海上情書》（Original score of”Trapped at Sea, Lost in Time”by CinCin Lee & Rueibin Chen），李欣芸音樂製作有限公司發行

#### 製作專輯
- 1990年－蘭陵劇坊《戲螞蟻》（參與製作及編曲），水晶唱片發行
- 1990年－陳明章《下午的一齣戲》（參與製作、編曲及Midi設計），滾石唱片發行
- 1992年－Baboo《新台幣》，波麗佳音發行
- 1998年－何欣穗《完美小姐》，喜樂音發行
- 2002年－《音樂愛情短片─我再也不會這樣愛一個人了》(製作、配樂、演唱〈走到這裡〉)，隨網路文學雜誌《失戀雜誌七》附贈
- 2004年－《月光。薰衣草》，風潮音樂發行
- 2005年－《陽光。舞。甜橙》，風潮音樂發行
- 2005年－《謝長廷陶笛演奏專輯》[29] [30]，角頭文化發行
- 2006年－《在流浪的路上》配樂專輯[31]，自轉星球發行
- 2007年－《鹿女－永恆的追尋》，肯園國際發行
- 2009年－艾青《艾青(同名專輯)》，新國度發行
- 2009年－龍應台《目送》珍藏版CD（龍應台朗讀／李欣芸配樂）[32]，時報出版發行
- 2011年－侯勇光《反光体》，李欣芸﹒音樂工作室發行
- 2011年－南王姊妹花與國立台灣交響樂團《巴力瓦格斯》（編曲及參與專輯製作），滾石唱片發行
- 2013年－保卜《我愛台坂》，幹細胞音樂發行
- 2014年－唐青《唐青古物商》，李欣芸音樂製作發行
- 2018年－橫豎是美（吳曉貞（橫笛演奏家）+林佩筠（豎笛演奏家））[33]《好友限定》，李欣芸音樂製作發行
- 2021年－蘇顯達《拾光。電影故事》[34]，李欣芸音樂製作發行（專輯榮獲第33屆傳藝金曲獎 (出版類──專輯獎) 最佳跨界音樂專輯獎入圍提名[35]、(出版類──個人獎) 最佳演奏獎入圍提名）
- 2021年－《白日放歌》（收錄馬祖心情記事《相約十五暝》歌曲），李欣芸音樂製作發行（專輯榮獲第33屆傳藝金曲獎 (出版類──專輯獎) 最佳跨界音樂專輯獎入圍提名、(出版類──個人獎) 最佳作詞獎入圍提名、最佳編曲獎入圍提名）
- 2023年－《療癒之島》，肯園國際（實體）、風潮音樂發行（數位）

### 電影配樂
| 年份     | 名稱                                                              | 導演                          | 歌曲／原聲 | 歌曲／原聲 |
| -------- | ----------------------------------------------------------------- | ----------------------------- | --- | --- |
| 電影配樂 |                                                                   |                               | | |
| 1992     | 《少年吔，安啦！》 Dust of Angels                                 | 徐小明 (監製：侯孝賢)         | 〈電火柱仔〉Baboo (作曲) | - 獲第29屆金馬獎最佳原創電影歌曲提名 - 「少年吔，安啦！電影原聲帶」由波麗佳音發行；從原始母帶製作的復刻版本黑膠唱片，由滾石唱片在2022年作限量發行                                                                               |
| 1993     | 《只要為你活一天》 Treasure Island                                | 陳國富 (製片：侯孝賢、張華坤) | 「只要為你活一天電影音樂專輯」由波麗佳音發行 | 「只要為你活一天電影音樂專輯」由波麗佳音發行 |
| 1994     | 《我的美麗與哀愁》 The Peony Pavilion                             | 陳國富                        | ／ | ／ |
| 2002     | 《雙瞳》Double Vision                                             | 陳國富                        | - 由美國哥倫比亞公司（現為新力哥倫比亞）製片，配樂於Los Angeles Sunset Blvd Studio 製作 - 部分配樂以組曲形式經過管絃樂重新編曲，收錄於2016年推出的《心情電影院》雙CD專輯                                                        | - 由美國哥倫比亞公司（現為新力哥倫比亞）製片，配樂於Los Angeles Sunset Blvd Studio 製作 - 部分配樂以組曲形式經過管絃樂重新編曲，收錄於2016年推出的《心情電影院》雙CD專輯                                                        |
| 2002     | 《台北晚九朝五》 Twenty Something Taipei                          | 戴立忍                        | 電影原聲帶由Virgin發行 | 電影原聲帶由Virgin發行 |
| 2005     | 《深海》Blue Cha-cha                                              | 鄭文堂                        | - 榮獲第42屆金馬獎最佳原創電影音樂獎 - 電影原聲「深海Blue Cha-cha」2006年正式於日本全國發行 - 部分配樂以組曲形式經過管絃樂重新編曲，收錄於2016年推出的《心情電影院》雙CD專輯                                                    | - 榮獲第42屆金馬獎最佳原創電影音樂獎 - 電影原聲「深海Blue Cha-cha」2006年正式於日本全國發行 - 部分配樂以組曲形式經過管絃樂重新編曲，收錄於2016年推出的《心情電影院》雙CD專輯                                                    |
| 2007     | 《練習曲》Island Etude                                            | 陳懷恩                        | - 電影原聲「練習曲 O.S.T.」由參拾柒度發行 - 部分配樂以組曲形式經過管絃樂重新編曲，收錄於2016年推出的《心情電影院》雙CD專輯 | - 電影原聲「練習曲 O.S.T.」由參拾柒度發行 - 部分配樂以組曲形式經過管絃樂重新編曲，收錄於2016年推出的《心情電影院》雙CD專輯 |
| 2007     | 《心中有鬼》 The Matrimony                                        | 滕華濤 (監製：陳國富)         | 主題配樂經過管絃樂重新編曲成為〈西伯利亞的風〉, 收錄於2016年推出的《心情電影院》雙CD專輯 | 主題配樂經過管絃樂重新編曲成為〈西伯利亞的風〉, 收錄於2016年推出的《心情電影院》雙CD專輯 |
| 2008     | 《神選者》 Brotherhood of Legion                                  | 蕭力修                        | ／ | ／ |
| 2008     | 《艾草》Artemisia                                                 | 姜秀瓊                        | ／ | ／ |
| 2008     | 《彈．道》Ballistic                                               | 劉國昌                        | ／ | ／ |
| 2008     | 《渺渺》Miao Miao                                                 | 程孝澤 （監製：關錦鵬）       | 主題曲〈Get Together〉張智霖 獲第45屆金馬獎最佳原創電影歌曲提名 | 作曲、填詞（與程馗） |
| 2008     | 《渺渺》Miao Miao                                                 | 程孝澤 （監製：關錦鵬）       | 〈信息〉艾青 | 作曲、填詞（與程馗） |
| 2009     | 《野球孩子》Baseball Boys                                         | 沈可尚、廖敬堯                | ／ | ／ |
| 2009     | 《練‧戀‧舞》 Step By Step                                         | 郭珍弟                        | 〈快樂的番仔火〉 | 作曲、填詞（與程馗） |
| 2010     | 《帶著夢想去旅行》 Dreams, a journey toward Wan Wan               | 王傳宗                        | 〈雨再大也要出發〉艾青 | 作曲 |
| 2010     | 《近在咫尺》Close to you                                          | 程孝澤                        | 〈早就知道〉 盧志宏 (啾吉惦惦) | 作曲 |
| 2010     | 《我，19歲》 Me, 19                                               | 鄭乃方                        | 配樂作品經過管絃樂重新編曲，收錄於2016年推出的《心情電影院》雙CD專輯 | 配樂作品經過管絃樂重新編曲，收錄於2016年推出的《心情電影院》雙CD專輯 |
| 2013     | 《女蛹之人皮嫁衣》 The Chrysalis                                  | 邱處機                        | 〈我愛你不惜與世界為敵〉 連依涵 | 作曲（填詞:程馗） |
| 2014     | 《山豬溫泉》 The Boar King                                        | 郭珍弟                        | 部分配樂以組曲形式經過管絃樂重新編曲，收錄於2016年推出的《心情電影院》雙CD專輯 | 部分配樂以組曲形式經過管絃樂重新編曲，收錄於2016年推出的《心情電影院》雙CD專輯 |
| 2014     | 《軍中樂園》 Paradise in Service                                  | 鈕承澤                        | 部分配樂以組曲形式經過管絃樂重新編曲，收錄於2016年推出的《心情電影院》雙CD專輯 | 部分配樂以組曲形式經過管絃樂重新編曲，收錄於2016年推出的《心情電影院》雙CD專輯 |
| 2015     | 《很久沒有敬我了妳》 Kara-Orchestra                               | 吳米森                        | 古調〈懷念年祭〉經過管絃樂重新編曲，收錄於2016年推出的《心情電影院》雙CD專輯 | 古調〈懷念年祭〉經過管絃樂重新編曲，收錄於2016年推出的《心情電影院》雙CD專輯 |
| 2015     | 《五月一號》First of May                                          | 周格泰                        | 配樂作品經過管絃樂重新編曲，收錄於2016年推出的《心情電影院》雙CD專輯 | 配樂作品經過管絃樂重新編曲，收錄於2016年推出的《心情電影院》雙CD專輯 |
| 2015     | 《海上情書》 Trapped at Sea, Lost in Time                         | 郭珍弟                        | - 鋼琴演奏：陳瑞斌 - 電影原聲「李欣芸與陳瑞斌的海上情書」由李欣芸音樂製作有限公司發行 - 原聲專輯榮獲第27屆金曲獎流行音樂演奏類最佳作曲人獎入圍 - 部分配樂以組曲形式經過管絃樂重新編曲，收錄於2016年推出的《心情電影院》雙CD專輯 | - 鋼琴演奏：陳瑞斌 - 電影原聲「李欣芸與陳瑞斌的海上情書」由李欣芸音樂製作有限公司發行 - 原聲專輯榮獲第27屆金曲獎流行音樂演奏類最佳作曲人獎入圍 - 部分配樂以組曲形式經過管絃樂重新編曲，收錄於2016年推出的《心情電影院》雙CD專輯 |
| 2018     | 《只有大海知道》 Long Time no Sea                                 | 崔永徽                        | ／ | ／ |
| 2019     | 《貓影特工-太極星貓的崛起》 Taichi Cats - Rising of the 1st Squad | 張永昌                        | 主題曲〈太極之眼〉 于浩威 | 作曲（填詞：山仔） |
| 2019     | 《貓影特工-太極星貓的崛起》 Taichi Cats - Rising of the 1st Squad | 張永昌                        | 片尾曲〈貓舞〉 | 作曲（填詞：程馗） |
| 2023     | 《惡女》 Lost in Perfection                                       | 宋欣穎                        | ／ | ／ |
| 電影歌曲 |                                                                   |                               | | |
| 2004     | 《20 、30 、40》                                                  | 張艾嘉                        | 〈短歌〉張艾嘉 | - 編曲 - 原聲帶「20 30 40 愛的精采」由滾石發行 |
| 2004     | 《20 、30 、40》                                                  | 張艾嘉                        | 〈Good Or Bad〉 劉若英、李心潔 | - 編曲 - 原聲帶「20 30 40 愛的精采」由滾石發行 |
| 2004     | 《20 、30 、40》                                                  | 張艾嘉                        | 〈可愛少年〉張艾嘉 | - 編曲 - 原聲帶「20 30 40 愛的精采」由滾石發行 |
| 2010     | 《有一天》One Day                                                 | 侯季然                        | 主題曲〈有一天〉 蘇慧倫 | - 製作、編曲、絃樂編寫、鋼琴演奏 - 「有一天 電影原聲帶」由滾石發行 |

### 廣告、電視、短片及遊戲配樂
| 廣告配樂                |                                                |                | |
| 2004                    | 《冷靜三秒鐘》                                 |                | - 家庭扶助基金會動畫廣告 - 榮獲金手指網路廣告獎銅牌獎 |
| 2000-2005               | Volvo網路汽車廣告                              | 李豐博         | |
| 2000-2005               | 三菱汽車廣告《Shall we dance?》                | 陳國富         | |
| 2000-2005               | 統一企業形象廣告                               | 謝春德         | |
| 2006                    | 《賣火柴的女孩》                               |                | 家庭扶助基金會形象廣告 |
| 2006                    | 《德芙巧克力》泡澡篇                           | ／             | ／ |
| 2011                    | 迷你偶像劇《永遠都想你管我》                   | 程孝澤         | - 全家年度品牌形象廣告 - 歌曲〈Every Perfect Day〉製作 |
| 電視配樂                |                                                |                | |
| 1995                    | HBO電視短片《From the earth to the moon》      |                | 與配樂家Mason Daring合作配樂 |
| 2012                    | 壹電視綜合台《小站》                           |                | - 片頭曲〈小站〉作曲（作詞：張大春／演唱：亂彈阿翔） - 片尾曲〈迷路的家〉作曲（作詞：張大春／演唱：連依涵）；作品重新以管絃樂編曲，收錄於2016年推出的《心情電影院》雙CD專輯                                                                                              |
| 2014                    | 徵婚啟事 (Mr. Right Wanted)                    | 連奕琦         | 配樂經過管絃樂重新編曲成作品〈香頌〉，收錄於2016年推出的《心情電影院》雙CD專輯 |
| 2017                    | 公共電視長壽兒童節目《水果冰淇淋》(Fruity Pie) |                | 片頭曲重新編曲 |
| 2025                    | 《零日攻擊》(Zero Day Attack)                  |                | 主題曲〈風聲人影〉作曲、弦樂編曲、製作人（作詞：林錦昌／演唱：曹雅雯） |
| 短片配樂                |                                                |                | |
| 2019                    | 《布農神話》(The myth of bunun)                | 青銅視覺藝術   | 由國立故宮博物院監製，以台灣原生文化為核心之數位影片，結合布農族從史前到部落社會發展之傳說與口述紀錄，以及布農族分布地區的考古遺留佐證，由原住民族口傳神話和文化遺跡，講述布農族歷史和文化，並備四個版本：中英字幕 國語、中英字幕 臺語、中英字幕 布農語和日英字幕 國語。 |
| 2020                    | 8K「國寶新視界」系列文物影片                   | 國立故宮博物院 | 以8K高規格拍攝享譽海內外的重要藏品影片： - 翠玉白菜 - 肉形石 - 清代藏傳佛教經典〈龍藏經〉 - 宋代山水畫鉅作范寬〈谿山行旅圖〉 - 郭熙〈早春圖〉 - 李唐〈萬壑松風圖〉 |
| 桌上/手機遊戲配樂或單曲 |                                                |                | |
| 2018                    | 《恆樂町》(Happy Town)                         | 魚拓遊戲       | 手機遊戲音樂搭配：〈大稻埕〉 |
| 2018                    | 《MEOW－王領騎士》                             | 火星貓科技所   | - 首創為手機遊戲配樂及製作 - 2018年底發行《MEOW-遊戲音樂原聲帶》 |
| 2018                    | 《高雄大空襲》桌遊主題曲                       | 迷走工作坊     | 單曲〈一九四五〉管弦樂編曲(與林孝親、林思妤合編) |

### 流行歌曲作品及製作
| 年份 | 作品 | 作品                                       | 專輯 | 發行                  |
| ---- | --- | ------------------------------------------ | --- | --------------------- |
| 1989 | 〈失業男子〉葉樹茵 | 作曲、編曲                                 | 《完全走調》合輯                                                                                          | 水晶唱片              |
| 1990 | 〈再會吧！北投〉潘麗麗 | 鋼琴演奏                                   | 陳明章《下午的一齣戲》 參與整張專輯製作及編曲                                                             | 魔岩                  |
| 1990 | 〈下午的一齣戲〉 | 鋼琴演奏、絃樂編寫                         | 陳明章《下午的一齣戲》 參與整張專輯製作及編曲                                                             | 魔岩                  |
| 1990 | 〈唐山過台灣〉 | 鋼琴演奏、絃樂編寫                         | 陳明章《下午的一齣戲》 參與整張專輯製作及編曲                                                             | 魔岩                  |
| 1990 | 〈告別校園的月光〉 | 參與編曲                                   | 何方《我不是那種人》                                                                                      | 林傑唱片              |
| 1990 | 〈陽光下的同學會〉 | 參與編曲                                   | 何方《我不是那種人》                                                                                      | 林傑唱片              |
| 1990 | 〈是我！住在隔壁〉 | 參與編曲                                   | 何方《我不是那種人》                                                                                      | 林傑唱片              |
| 1991 | 〈少年夏不安〉 | 編曲                                       | 陳昇《私奔》                                                                                              | 滾石唱片              |
| 1992 | 〈玉蘭花〉 | 編曲、Midi                                 | 林強《春風少年兄》                                                                                        | 滾石唱片              |
| 1992 | 〈魔術師〉 | 作曲                                       | Baboo《新台幣》                                                                                           | 波麗佳音              |
| 1992 | 〈打〉 | 參與作曲                                   | Baboo《新台幣》                                                                                           | 波麗佳音              |
| 1992 | 〈電火柱仔〉Baboo | 作曲                                       | 《少年吔，安啦！電影原聲帶》                                                                              | 波麗佳音              |
| 1993 | 電影《牡丹鳥》配樂 | 參與作曲、編曲、製作                       | 《配樂勿語 影象的聲音明信片》合輯                                                                         | 水晶唱片              |
| 1994 | 〈風箏〉 | 編曲、鍵盤                                 | 陳昇《風箏》                                                                                              | 滾石唱片              |
| 1994 | 〈台北附近〉 | 絃樂編寫                                   | 新寶島康樂隊《第II輯》                                                                                    | 滾石唱片              |
| 1994 | 〈卡那崗〉 | 編曲、鍵盤                                 | 新寶島康樂隊《第II輯》                                                                                    | 滾石唱片              |
| 1994 | 〈便當Party〉 | 編曲                                       | 新新小孩DoReMi《龍貓Bus》                                                                                 | 點將唱片              |
| 1994 | 〈小瓜呆〉 | 編曲                                       | 新新小孩DoReMi《龍貓Bus》                                                                                 | 點將唱片              |
| 1994 | 〈快樂進行式〉 | 編曲                                       | 新新小孩DoReMi《龍貓Bus》                                                                                 | 點將唱片              |
| 1995 | 〈愛情原始人〉 | 作曲                                       | 吳大維《亞洲呼啦啦》                                                                                      | 友善的狗              |
| 1996 | 〈旅人〉 | 編曲                                       | 曾淑勤《夢橋》                                                                                            | 點將                  |
| 1998 | 〈Miss Perfect〉 | 作曲                                       | 何欣穗《完美小姐》 專輯獲第11屆金曲獎流行音樂演唱類最佳專輯製作人提名                                     | 喜樂音                |
| 1998 | 〈分心〉 | 作曲                                       | 何欣穗《完美小姐》 專輯獲第11屆金曲獎流行音樂演唱類最佳專輯製作人提名                                     | 喜樂音                |
| 1998 | 〈Everyday's a holiday〉 | 作曲                                       | 何欣穗《完美小姐》 專輯獲第11屆金曲獎流行音樂演唱類最佳專輯製作人提名                                     | 喜樂音                |
| 1998 | 〈2:54 天還沒亮〉 | 作曲                                       | 何欣穗《完美小姐》 專輯獲第11屆金曲獎流行音樂演唱類最佳專輯製作人提名                                     | 喜樂音                |
| 1998 | 〈自己餵狗〉 | 作曲                                       | 何欣穗《完美小姐》 專輯獲第11屆金曲獎流行音樂演唱類最佳專輯製作人提名                                     | 喜樂音                |
| 1998 | 〈我不想說話〉 | 作曲                                       | 何欣穗《完美小姐》 專輯獲第11屆金曲獎流行音樂演唱類最佳專輯製作人提名                                     | 喜樂音                |
| 1998 | 〈分心〉（鋼琴版） | 作曲、鋼琴演奏                             | 何欣穗《完美小姐》 專輯獲第11屆金曲獎流行音樂演唱類最佳專輯製作人提名                                     | 喜樂音                |
| 1998 | 〈這一年這一夜〉黃舒駿 | 編曲                                       | 《想念雨生》合輯                                                                                          | 豐華                  |
| 1999 | 〈情歌〉 | 編曲、製作                                 | 陳綺貞《讓我想一想》                                                                                      | 魔岩                  |
| 1999 | 〈嫉妒〉 | 編曲、製作                                 | 陳綺貞《讓我想一想》                                                                                      | 魔岩                  |
| 1999 | 〈孤島〉 | 編曲、製作                                 | 陳綺貞《讓我想一想》                                                                                      | 魔岩                  |
| 1999 | 〈漫漫長夜〉 | 編曲、製作                                 | 陳綺貞《讓我想一想》                                                                                      | 魔岩                  |
| 1999 | 〈最後一小時〉 | 作曲、編曲                                 | 蘇慧倫《懶人日記》                                                                                        | 滾石唱片              |
| 1999 | 〈酸〉 | 作曲、編曲                                 | 蘇慧倫《懶人日記》                                                                                        | 滾石唱片              |
| 1999 | 〈是不是聽你歌唱〉 | 編曲                                       | 陶晶瑩《我變了》                                                                                          | 豐華唱片              |
| 2000 | 〈一串心〉 | 編曲、製作                                 | 錦繡二重唱《錦繡羅曼史I──美麗與哀愁》                                                                     | 滾石唱片              |
| 2000 | 〈深秋〉 | 編曲、製作                                 | 錦繡二重唱《錦繡羅曼史I──美麗與哀愁》                                                                     | 滾石唱片              |
| 2000 | 〈秋詩篇〉 | 編曲、製作                                 | 錦繡二重唱《錦繡羅曼史I──美麗與哀愁》                                                                     | 滾石唱片              |
| 2000 | 〈卻上心頭〉 | 編曲、製作                                 | 錦繡二重唱《錦繡羅曼史I──美麗與哀愁》                                                                     | 滾石唱片              |
| 2000 | 〈雁兒在林梢〉 | 編曲、製作                                 | 錦繡二重唱《錦繡羅曼史I──美麗與哀愁》                                                                     | 滾石唱片              |
| 2000 | 〈Crying like a baby〉 | 編曲、製作                                 | 李心潔《愛像大海》                                                                                        | 滾石唱片              |
| 2000 | 〈改變〉 | 編曲、製作                                 | 李心潔《愛像大海》                                                                                        | 滾石唱片              |
| 2000 | 〈我的驕傲無可救藥〉 | 編曲、製作                                 | 陳綺貞《還是會寂寞》                                                                                      | 魔岩                  |
| 2000 | 〈溫室花朵〉 | 編曲、製作                                 | 陳綺貞《還是會寂寞》                                                                                      | 魔岩                  |
| 2000 | 〈等待〉 | 編曲、製作                                 | 陳綺貞《還是會寂寞》                                                                                      | 魔岩                  |
| 2000 | 〈慢歌3〉 | 編曲、製作                                 | 陳綺貞《還是會寂寞》                                                                                      | 魔岩                  |
| 2000 | 〈飛向陽光飛向你〉 | 管樂編曲、製作                             | 脫拉庫《飛向陽光飛向你》                                                                                  | 新力博德曼            |
| 2000 | 〈幸福論〉 | 製作                                       | 脫拉庫《飛向陽光飛向你》                                                                                  | 新力博德曼            |
| 2000 | 〈草履蟲〉 | 製作                                       | 脫拉庫《飛向陽光飛向你》                                                                                  | 新力博德曼            |
| 2000 | 〈沒有了〉 | 製作                                       | 脫拉庫《飛向陽光飛向你》                                                                                  | 新力博德曼            |
| 2000 | 〈喜歡〉 | 編曲、製作                                 | 趙詠華《Love Cyndi》                                                                                      | 新力博德曼            |
| 2000 | 〈要幸福喔〉 | 編曲、製作                                 | 趙詠華《Love Cyndi》                                                                                      | 新力博德曼            |
| 2000 | 〈曾經我和你〉 | 編曲、製作                                 | 趙詠華《Love Cyndi》                                                                                      | 新力博德曼            |
| 2000 | 〈La Musica〉 | 編曲                                       | S.B.D.W(咻比嘟華)《Wanna Fly》                                                                            | 新力博德曼            |
| 2001 | 〈碧城故事〉 | 編曲、製作                                 | 錦繡二重唱《錦繡羅曼史II──夏之旅》                                                                        | 滾石唱片              |
| 2001 | 〈何年何月再相逢〉 | 編曲、製作                                 | 錦繡二重唱《錦繡羅曼史II──夏之旅》                                                                        | 滾石唱片              |
| 2001 | 〈早安台北〉 | 編曲、製作                                 | 錦繡二重唱《錦繡羅曼史II──夏之旅》                                                                        | 滾石唱片              |
| 2001 | 〈飛向你飛向我〉 | 製作                                       | 錦繡二重唱《錦繡羅曼史II──夏之旅》                                                                        | 滾石唱片              |
| 2001 | 〈我家在那裡〉 | 製作                                       | 錦繡二重唱《錦繡羅曼史II──夏之旅》                                                                        | 滾石唱片              |
| 2001 | 〈最後一次感動〉 | 作曲、編曲                                 | 蘇慧倫《戀戀真言》                                                                                        | 滾石唱片              |
| 2001 | 〈有你的天堂〉 電腦遊戲《新仙劍奇俠傳》主題曲                                                                                        | 編曲、製作                                 | 許茹芸《只說給你聽》                                                                                      | 科藝百代              |
| 2003 | 〈美好的原點〉 | 編曲、製作                                 | 林嘉欣《午夜11:30的星光》                                                                                 | 科藝百代              |
| 2003 | 〈我不怕〉 | 編曲、製作                                 | 林嘉欣《午夜11:30的星光》                                                                                 | 科藝百代              |
| 2003 | 〈最後我們〉 | 編曲、製作                                 | 林嘉欣《午夜11:30的星光》                                                                                 | 科藝百代              |
| 2003 | 〈結婚對不對〉 | 參與編曲                                   | 徐若瑄《我愛你X4》                                                                                        | 艾迴                  |
| 2004 | 〈吃早餐〉李欣芸 | 主唱、編曲和製作                           | 《IS#2》合輯                                                                                              | 543音樂網站           |
| 2004 | 〈不要說再見〉 | 編曲                                       | JS哥哥妹妹《Forever and Ever》                                                                            | 新力博德曼            |
| 2004 | 〈不想和你在一起〉 | 編曲                                       | JS哥哥妹妹《Forever and Ever》                                                                            | 新力博德曼            |
| 2004 | 〈慌心假期〉 | 編曲、製作                                 | 梁詠琪《歸屬感》                                                                                          | 千禧年代              |
| 2004 | 〈對不起，我騙你〉 | 絃樂編寫                                   | 洛客班《人生證明》                                                                                        | 科藝百代              |
| 2005 | 《國際漫遊》所有曲目 曲目 1. Drive 2. 扯亂 3. 鬥魚 4. 前奏曲 5. Gentle Rain 6. So Cold 7. 走到這裡 8. 寫在雲端 9. Sunday Blue 10. 草 | 作曲、編曲、製作                           | 李欣芸《國際漫遊》 專輯獲選中華音樂人交流協會2005年度十大專輯                                             | 滾石唱片              |
| 2005 | 〈飛翔〉 | 編曲、製作                                 | 929樂團《929同名專輯》                                                                                    | 風和日麗              |
| 2005 | 〈夏天〉 | 編曲、製作                                 | 929樂團《929同名專輯》                                                                                    | 風和日麗              |
| 2005 | 〈貝阿提絲〉 | 絃樂編寫                                   | 《幾米──微笑的魚動畫原聲帶》                                                                              | 金革科技              |
| 2005 | 〈年少戀歌〉 | 編曲                                       | 《幾米──微笑的魚動畫原聲帶》                                                                              | 金革科技              |
| 2006 | 主題曲〈城市歧誤的伴奏〉 | 主唱、作曲、編曲                           | 《在流浪的路上》                                                                                          | 自轉星球              |
| 2006 | 〈秋天的蒙帕那斯〉 | 作曲、編曲                                 | 《在流浪的路上》                                                                                          | 自轉星球              |
| 2007 | 〈No way to open your heart〉 | 絃樂編寫                                   | 邰肇玫《等待你》 只製作少量實體CD供收藏，不作公開販售                                                     | 個人獨立發行          |
| 2007 | 〈相遇的Melody〉 | 絃樂編寫                                   | 邰肇玫《等待你》 只製作少量實體CD供收藏，不作公開販售                                                     | 個人獨立發行          |
| 2009 | 〈Family〉 | 絃樂編寫                                   | 蕭賀碩《Stay第二張個人創作專輯》                                                                          | 亞神音樂              |
| 2010 | 〈完美一點〉 | 編曲                                       | 韋禮安《韋禮安首張同名全創作專輯》                                                                        | 福茂                  |
| 2012 | 〈Open Your Eyes〉(盧昌明作品) | 編曲、製作(黃玠、吳志寧共同製作)           | 《風和日麗 X 幾米 完美生活概念選輯》                                                                      | 風和日麗              |
| 2014 | 〈You & Me〉 | 編曲、製作                                 | 唐青《唐青古物商》                                                                                        | 李欣芸音樂製作        |
| 2014 | 〈島嶼天光〉管弦樂版 | 絃樂編曲、製作                             | 滅火器《島嶼天光》                                                                                        | 有料音樂              |
| 2015 | 〈我願是妳的風景〉張彥帆 | 製作                                       | 《台灣美樂地》 2016年臺灣民進黨總統參選人蔡英文競選而發行的合輯                                           | 禾廣娛樂              |
| 2016 | 〈思念歌〉陳蓉儀 | 製作                                       | 《2015南面而歌-新世代台語歌 創作專輯》 收錄由高雄市政府文化局舉辦「南面而歌獎助徵選計畫」選出12首台語作品 | 高雄市府文化局        |
| 2016 | 〈妳是我的春嬌美人〉遇金香 | 製作(編曲)                                 | 《2015南面而歌-新世代台語歌 創作專輯》 收錄由高雄市政府文化局舉辦「南面而歌獎助徵選計畫」選出12首台語作品 | 高雄市府文化局        |
| 2016 | 〈我的青春夢〉李竺芯 | 製作                                       | 《2015南面而歌-新世代台語歌 創作專輯》 收錄由高雄市政府文化局舉辦「南面而歌獎助徵選計畫」選出12首台語作品 | 高雄市府文化局        |
| 2016 | 〈南島悲歌〉林志立 | 製作(編曲)                                 | 《2015南面而歌-新世代台語歌 創作專輯》 收錄由高雄市政府文化局舉辦「南面而歌獎助徵選計畫」選出12首台語作品 | 高雄市府文化局        |
| 2016 | 〈光〉鄭宜農 | 編曲                                       | 《自由之愛-燦爛時光電視劇原聲帶》                                                                         | 風和日麗數位發行      |
| 2016 | 〈我很想念你〉 | 編曲                                       | 黃玠《在一片黑暗之中》                                                                                    | 風和日麗唱片行        |
| 2016 | 〈不必哀怨〉(盧昌明作品) | 編曲                                       | 黃玠《在一片黑暗之中》                                                                                    | 風和日麗唱片行        |
| 2017 | 〈Our Pop Song〉(feat.盧凱彤) | 編曲製作                                   | 鄭宜農《Pluto》                                                                                           | 相知國際              |
| 2017 | 〈光〉 | 編曲製作                                   | 鄭宜農《Pluto》                                                                                           | 相知國際              |
| 2017 | 〈光（燦爛時光版）〉(Hidden Track)                                                                                                   | 編曲製作                                   | 鄭宜農《Pluto》                                                                                           | 相知國際              |
| 2017 | 〈是不是還少了什麼〉 | 編曲(與高潮合編)、製作                     | 光良《九種使用孤獨的正確方式》                                                                            | 星娛音樂              |
| 2017 | 〈Jakarta〉 | 編曲(與高潮合編)                           | 黃連煜《黃泥路》                                                                                          | 禾廣                  |
| 2017 | 〈總有一天〉 | 編曲、製作                                 | 吳汶芳《我來自…》                                                                                         | 福茂                  |
| 2017 | 〈左手天才右手瘋子〉 蕭煌奇 | 編曲、製作                                 | 電影《心理罪之城市之光》推廣曲                                                                            | 華納音樂 （數位發行） |
| 2018 | 〈另一個結局〉孫盛希 | 編曲、製作                                 | 網劇《幸福，近在咫尺》片尾曲                                                                              | 滾石唱片              |
| 2018 | 〈曖（Tensions）〉 | 製作                                       | 孫盛希《希遊記SHI'S JOURNEY》 - 專輯榮獲第30屆金曲獎演唱類最佳國語專輯獎 - 榮獲年度專輯獎提名             | 滾石唱片              |
| 2018 | 〈你那邊幾點（What Time Is It There?）〉                                                                                             | 編曲、製作                                 | 孫盛希《希遊記SHI'S JOURNEY》 - 專輯榮獲第30屆金曲獎演唱類最佳國語專輯獎 - 榮獲年度專輯獎提名             | 滾石唱片              |
| 2018 | 〈紅蘋果（Red Apple）〉 | 編曲、製作                                 | 孫盛希《希遊記SHI'S JOURNEY》 - 專輯榮獲第30屆金曲獎演唱類最佳國語專輯獎 - 榮獲年度專輯獎提名             | 滾石唱片              |
| 2018 | 〈Say GoodBye〉 | 編曲、製作                                 | 孫盛希《希遊記SHI'S JOURNEY》 - 專輯榮獲第30屆金曲獎演唱類最佳國語專輯獎 - 榮獲年度專輯獎提名             | 滾石唱片              |
| 2018 | 〈稀有植物（Unique Plant）〉 | 編曲、製作                                 | 孫盛希《希遊記SHI'S JOURNEY》 - 專輯榮獲第30屆金曲獎演唱類最佳國語專輯獎 - 榮獲年度專輯獎提名             | 滾石唱片              |
| 2018 | 〈小船〉 | 編曲(與林孝親、林思妤合編)、弦樂編寫及統籌 | 陳綺貞《沙發海》                                                                                          | 添翼創越工作室        |
| 2020 | 〈反方向〉 | 製作                                       | 光良《絕類》 〈爛天氣〉榮獲第32屆金曲獎最佳單曲製作人獎提名                                               | 星娛音樂              |
| 2020 | 〈爛天氣〉 | 編曲、製作                                 | 光良《絕類》 〈爛天氣〉榮獲第32屆金曲獎最佳單曲製作人獎提名                                               | 星娛音樂              |
| 2020 | 〈蕨類〉 | 編曲、製作                                 | 光良《絕類》 〈爛天氣〉榮獲第32屆金曲獎最佳單曲製作人獎提名                                               | 星娛音樂              |
| 2020 | 〈雨中的讚美詩〉 | 編曲、製作                                 | 光良《絕類》 〈爛天氣〉榮獲第32屆金曲獎最佳單曲製作人獎提名                                               | 星娛音樂              |
| 2020 | 〈想你了〉 | 編曲(與林奕承、陳一涵合編)、製作           | 光良《絕類》 〈爛天氣〉榮獲第32屆金曲獎最佳單曲製作人獎提名                                               | 星娛音樂              |
| 2020 | 〈旅途〉 | 弦樂編曲、製作                             | 謝宇威《那三年》                                                                                          | 好有感覺音樂          |
| 2020 | 〈嘴硬（當我說不愛你）〉 | 製作                                       | 朱俐靜《來日方長》(Seize the Day)                                                                         | Sony Music            |
| 2020 | 〈葉馬桑〉 | 製作                                       | 蔡昌憲《有閒》                                                                                            | 何樂音樂              |
| 2023 | 〈寧靜海〉 | 編曲(與高潮合編)、製作                     | 梁靜茹《麋鹿》                                                                                            | 華納音樂              |
| 2023 | 〈明天的禮物〉 | 編曲(與林奕承合編)、製作                   | 梁靜茹《麋鹿》                                                                                            | 華納音樂              |
| 2024 | 〈有個遠方〉 | 絃樂編曲、製作                             | 吳汶芳 | 理響音樂 (數位發行)   |
| 2024 | 〈最親的傷痕〉 | 製作                                       | 丁噹《日與夜，跟自己說晚安》                                                                              | 相信音樂              |
| 2024 | 〈黑熊勇士歌〉 | 管絃樂編曲及製作                           | 由黑熊學院曹興誠董事長作詞，滅火器樂團主唱楊大正作曲                                                      | 黑熊學院              |
| 2025 | 〈風聲人影〉 | 作曲、絃樂編曲、製作                       | 曹雅雯 |                       |

### 演奏音樂作品及製作
| 年份 | 作品 | 作品                 | 專輯 | 發行                           |
| ---- | --- | -------------------- | --- | ------------------------------ |
| 1995 | 〈大日〉 | 作曲、編曲、鋼琴演奏 | 《密教紀元心環境音樂：不動明王》 和李昀霖參與整張專輯製作 | 友善的狗                       |
| 1995 | 〈閉口〉 | 編曲                 | 《密教紀元心環境音樂：不動明王》 和李昀霖參與整張專輯製作 | 友善的狗                       |
| 1995 | 〈殘食〉 | 編曲                 | 《密教紀元心環境音樂：不動明王》 和李昀霖參與整張專輯製作 | 友善的狗                       |
| 1995 | 〈夢〉 | 編曲                 | 《密教紀元心環境音樂：不動明王》 和李昀霖參與整張專輯製作 | 友善的狗                       |
| 1995 | 〈悟〉 | 編曲                 | 《密教紀元心環境音樂：不動明王》 和李昀霖參與整張專輯製作 | 友善的狗                       |
| 1995 | 〈肉身〉 | 作曲、編曲           | 《密教紀元心環境音樂：不動明王》 和李昀霖參與整張專輯製作 | 友善的狗                       |
| 1996 | 〈宿命〉 | 作曲、編曲、鋼琴演奏 | 劉元《夢桃花》 參與整張專輯製作 | 魔岩                           |
| 1996 | 〈少年遊〉 | 作曲、鋼琴演奏       | 劉元《夢桃花》 參與整張專輯製作 | 魔岩                           |
| 1996 | 〈Yesterday〉 | 參與編曲             | 劉元《夢桃花》 參與整張專輯製作 | 魔岩                           |
| 1996 | 〈異鄉人〉 | 參與編曲             | 劉元《夢桃花》 參與整張專輯製作 | 魔岩                           |
| 1996 | 〈夢桃花〉 | 參與編曲             | 劉元《夢桃花》 參與整張專輯製作 | 魔岩                           |
| 2003 | 〈雙手的溫柔〉 | 作曲、編曲           | 《擁抱。愛。玫瑰》 | 風潮音樂                       |
| 2004 | 〈普羅旺斯的山居〉 | 作曲、編曲           | 《月光。薰衣草》 | 風潮音樂                       |
| 2004 | 〈花海〉 | 作曲、編曲           | 《月光。薰衣草》 | 風潮音樂                       |
| 2004 | 〈關於幸福〉 | 作曲、編曲           | 《月光。薰衣草》 | 風潮音樂                       |
| 2004 | 〈散步的裙擺〉 | 作曲（與董運昌）     | 《月光。薰衣草》 | 風潮音樂                       |
| 2005 | 〈陽光舞甜橙〉 | 作曲、編曲           | 《陽光。舞。甜橙》 | 風潮音樂                       |
| 2005 | 〈心的旅程〉 | 作曲、編曲           | 《陽光。舞。甜橙》 | 風潮音樂                       |
| 2005 | 〈光合作用〉 | 作曲、編曲           | 《陽光。舞。甜橙》 | 風潮音樂                       |
| 2005 | 〈一棵名叫戀愛的樹〉 | 編曲                 | 《陽光。舞。甜橙》 | 風潮音樂                       |
| 2007 | 《托斯卡尼 我想起你》所有曲目 曲目 1. 托斯卡尼我想起你 2. 愛笑的房子 3. 焦糖圓舞曲 4. 爵士哈力克 5. 天使的凝望 6. 玻璃湖森林 7. 五個迷路的小村 8. 流過城市一條溫柔的河 9. 移動的城堡 10. 哩程數未滿 | 作曲、編曲           | 《托斯卡尼 我想起你》 - 專輯榮獲第19屆金曲獎流行音樂演奏類最佳專輯獎 - 榮獲演奏類最佳專輯製作人獎提名 | 風潮音樂                       |
| 2007 | 《鹿女－永恆的追尋》所有曲目 曲目 1. 西伯利亞的風 2. 森綠州 3. 西奇 4. 卡基拉 5. 奔 6. 河流 7. 薩滿 8. 獵人 9. 鹿女 10. 霧中森林 11. 神話 | 作曲、編曲           | 《鹿女－永恆的追尋》概念專輯 〈西伯利亞的風〉榮獲第19屆金曲獎流行音樂演奏類最佳作曲人獎提名 | 肯園國際                       |
| 2009 | 《故事島》所有曲目 曲目 CD I 1. 草山 2. 大稻埕 3. 淡水．餘暉 4. 北投 5. 24小時書店 6. 中山北路 7. 春日在烏來 8. 九份山城 9. 城市夜未眠 10. 那即將被遺忘的 CD II 1. 湖岸月光 2. 先生媽說故事 3. 狩獵 4. 白鹿 5. 發現水沙連 6. Lalu島上的茄苳樹王 7. 杵歌 8. 慶豐年 9. 入侵者 10. 破曉 11. 那些流入記憶的 CD III 1. 鷹之谷 2. 牡丹的白鷺鷥 3. 思想起 4. 白鹿 5. 渡假大街 6. 日落關山 7. 龍磐星星 8. 海岸咖啡亭 9. 熱天午后的南灣 10. 旭海草原 11. 26號公路 CD IV 1. 鐵道 2. 山上的孩子 3. 太麻里 4. 知本溫泉 5. 都蘭老糖廠的咖啡屋 6. 部落之音 7. 雨中琵琶湖 8. 泰源幽谷的猴子 9. 海洋．圍繞著我的．家 10. 電光稻浪 | 作曲、編曲           | 《故事島》 - 其中〈大稻埕〉榮獲第21屆金曲獎流行音樂演奏類最佳作曲人獎 - 專輯榮獲演奏類最佳專輯獎、演奏類最佳專輯製作人獎共兩項提名                                                                                | 風潮音樂、BenQ明基友達基金會   |
| 2009 | 〈雲澤〉 | 作曲                 | 《水晶‧宇宙能量之音》（8CD） | 風潮音樂                       |
| 2010 | 〈蔚藍自由〉 | 作曲                 | 《日安。波斯菊》 | 風潮音樂                       |
| 2011 | 〈靈魂的空間〉 | 編曲（與陳一涵）     | 侯勇光《反光体》 - 台灣NSO第一小提琴手個人演奏專輯 - 專輯獲第23屆金曲獎流行音樂類演奏類最佳專輯和最佳專輯製作人提名                                                                                               | 李欣芸．音樂工作室             |
| 2011 | 〈我從哪裡來〉 | 作曲、編曲           | 侯勇光《反光体》 - 台灣NSO第一小提琴手個人演奏專輯 - 專輯獲第23屆金曲獎流行音樂類演奏類最佳專輯和最佳專輯製作人提名                                                                                               | 李欣芸．音樂工作室             |
| 2011 | 〈寫在幻起與幻滅之間〉 | 作曲                 | 侯勇光《反光体》 - 台灣NSO第一小提琴手個人演奏專輯 - 專輯獲第23屆金曲獎流行音樂類演奏類最佳專輯和最佳專輯製作人提名                                                                                               | 李欣芸．音樂工作室             |
| 2013 | 〈尋人啟事〉 | 絃樂編曲             | 保卜《我愛台坂》 原住民吉他手演奏專輯 | 幹細胞音樂                     |
| 2013 | 〈伐木歌〉 | 絃樂編曲             | 保卜《我愛台坂》 原住民吉他手演奏專輯 | 幹細胞音樂                     |
| 2016 | 《心情電影院》所有曲目 曲目 CD I 1. 十七歲 2. 香頌 3. 我，19歲 4. 雙瞳 5. 練習曲 6. 深海 7. 西伯利亞的風 8. 海上情書 9. 懷念年祭 10. 小站 11. 軍中樂園 12. 山豬溫泉 CD II 1. 鷹之谷 2. 湖岸月光 3. 台北行板 4. 托斯卡尼 我想起你 5. 草山下的家 6. 海洋圍繞著我的家 7. 泰源幽谷的猴子 8. 大稻埕 9. 陽光舞甜橙 10. 那些即將被遺忘的 | 作曲、編曲、製作     | 《心情電影院》雙CD專輯 - 專輯榮獲第28屆金曲獎流行音樂演奏類最佳專輯製作人獎 - 榮獲演奏類最佳專輯獎、演奏類最佳作曲人獎(〈台北行板〉)、技術類最佳專輯裝幀設計獎和技術類最佳演奏錄音專輯獎共四項提名                | 李欣芸音樂製作有限公司         |
| 2018 | 〈卡美洛的詠嘆〉（Aria about Camelot） | 作曲、編曲及製作     | 《MEOW》遊戲原聲帶 - RPG手機遊戲《MEOW－王領騎士》原創音樂作品 - 臺灣首張自製遊戲音樂原聲帶 - 臺北愛樂青年管弦樂團現場演奏及錄音演出                                                                              | 李欣芸音樂製作有限公司         |
| 2018 | 〈風中騎士〉（Knight in Wind） | 作曲、編曲及製作     | 《MEOW》遊戲原聲帶 - RPG手機遊戲《MEOW－王領騎士》原創音樂作品 - 臺灣首張自製遊戲音樂原聲帶 - 臺北愛樂青年管弦樂團現場演奏及錄音演出                                                                              | 李欣芸音樂製作有限公司         |
| 2018 | 〈鋼鐵綠洲〉（Steel Oasis） | 作曲、編曲及製作     | 《MEOW》遊戲原聲帶 - RPG手機遊戲《MEOW－王領騎士》原創音樂作品 - 臺灣首張自製遊戲音樂原聲帶 - 臺北愛樂青年管弦樂團現場演奏及錄音演出                                                                              | 李欣芸音樂製作有限公司         |
| 2018 | 〈環抱聖樹的人們〉（People Around the Mother Tree） | 作曲、編曲及製作     | 《MEOW》遊戲原聲帶 - RPG手機遊戲《MEOW－王領騎士》原創音樂作品 - 臺灣首張自製遊戲音樂原聲帶 - 臺北愛樂青年管弦樂團現場演奏及錄音演出                                                                              | 李欣芸音樂製作有限公司         |
| 2018 | 〈武者之野望〉（Samurai's Ambition） | 作曲、編曲及製作     | 《MEOW》遊戲原聲帶 - RPG手機遊戲《MEOW－王領騎士》原創音樂作品 - 臺灣首張自製遊戲音樂原聲帶 - 臺北愛樂青年管弦樂團現場演奏及錄音演出                                                                              | 李欣芸音樂製作有限公司         |
| 2018 | 〈喵！我的子民們！〉（Meow! My People） | 作曲、編曲及製作     | 《MEOW》遊戲原聲帶 - RPG手機遊戲《MEOW－王領騎士》原創音樂作品 - 臺灣首張自製遊戲音樂原聲帶 - 臺北愛樂青年管弦樂團現場演奏及錄音演出                                                                              | 李欣芸音樂製作有限公司         |
| 2018 | 〈走吧！走吧！〉（Let’s Set Off!） | 編曲及製作           | 橫豎是美《好友限定》 - 由台灣長笛（橫笛）演奏家吳曉貞及單簧管（豎笛）演奏家林佩筠組成木管樂演奏組合 - 台灣第一張長笛+單簧管的跨界演奏專輯 - 專輯獲第30屆金曲獎(傳統暨藝術音樂類)最佳跨界音樂專輯獎提名            | 李欣芸音樂製作有限公司         |
| 2018 | 〈你在我身邊〉（You Beside Me） | 編曲及製作           | 橫豎是美《好友限定》 - 由台灣長笛（橫笛）演奏家吳曉貞及單簧管（豎笛）演奏家林佩筠組成木管樂演奏組合 - 台灣第一張長笛+單簧管的跨界演奏專輯 - 專輯獲第30屆金曲獎(傳統暨藝術音樂類)最佳跨界音樂專輯獎提名            | 李欣芸音樂製作有限公司         |
| 2018 | 〈重新飛翔〉（To Fly Again） | 編曲及製作           | 橫豎是美《好友限定》 - 由台灣長笛（橫笛）演奏家吳曉貞及單簧管（豎笛）演奏家林佩筠組成木管樂演奏組合 - 台灣第一張長笛+單簧管的跨界演奏專輯 - 專輯獲第30屆金曲獎(傳統暨藝術音樂類)最佳跨界音樂專輯獎提名            | 李欣芸音樂製作有限公司         |
| 2018 | 〈清晨樂園〉（Daybreak Paradise） | 編曲及製作           | 橫豎是美《好友限定》 - 由台灣長笛（橫笛）演奏家吳曉貞及單簧管（豎笛）演奏家林佩筠組成木管樂演奏組合 - 台灣第一張長笛+單簧管的跨界演奏專輯 - 專輯獲第30屆金曲獎(傳統暨藝術音樂類)最佳跨界音樂專輯獎提名            | 李欣芸音樂製作有限公司         |
| 2021 | 〈彼岸花開時〉 | 作曲                 | 《白日放歌》 - 專輯收錄來自「馬祖心情記事 I − IV」四齣音樂劇的作品，並追加數首閩東傳統歌謠及全新原創歌曲 - 馬祖心情記事系列音樂劇為馬祖在地自創自演的藝文品牌戲劇，以馬祖文化歷史作為故事主軸，並以閩東福州語演出 | 李欣芸音樂製作有限公司         |
| 2021 | 〈雲的故鄉〉 | 作曲及編曲           | 《白日放歌》 - 專輯收錄來自「馬祖心情記事 I − IV」四齣音樂劇的作品，並追加數首閩東傳統歌謠及全新原創歌曲 - 馬祖心情記事系列音樂劇為馬祖在地自創自演的藝文品牌戲劇，以馬祖文化歷史作為故事主軸，並以閩東福州語演出 | 李欣芸音樂製作有限公司         |
| 2023 | 《療癒之島》所有曲目 曲目 1. 樟樹 2. 臺灣杉 3. 山棕 4. 林投 5. 山黃梔 6. 大葉山欖 7. 月橘 8. 臺灣烏心石 9. 瓊崖海棠 10. 臺灣桂竹 11. 紅檜與扁柏 12. 月桃 | 作曲及製作           | 《療癒之島》(Healing Island) - 專輯以述說臺灣森林60種植物香氣人文故事的同名書為藍本，從中選取12種，並由李欣芸撰寫成演奏樂曲 - 實體專輯附擴香片及香氛按摩油                                                        | 肯園國際(實體)、風潮音樂(數位) |

### 音樂會／運動會／舞台劇／另類－配樂／編曲
| 年份 | 作品                                           | 作品                 | 專輯 | 發行               |
| ---- | ---------------------------------------------- | -------------------- | --- | ------------------ |
| 2005 | 愛情電影曲目                                   | 管絃樂編曲           | 《華語百年電影音樂會》 紀念華人電影誕生一百年，於國家音樂廳演出 | ／                 |
| 2006 | 葳格高級中學－校歌                             | 作曲、演唱           | 臺中市私立葳格高級中學委託創作校歌 | ／                 |
| 2007 | 〈Dream of you〉連依涵                         | 製作                 | 《鮮聲來了》 | 佳音廣播電台       |
| 2007 | 〈愛自己〉連依涵                               | 製作                 | 《鮮聲來了》 | 佳音廣播電台       |
| 2009 | 〈圍繞著我〉（Surrounding）                    | 委託作曲             | 室內樂作品 由台灣NSO委託創作 | ／                 |
| 2009 | 〈Power in me〉                                | 編寫管絃樂           | 2009聽障奧運主題曲 | ／                 |
| 2009 | 〈天佑台灣〉 為台灣祈福的管絃樂創作            | 作曲、編曲           | 《天佑台灣》（God Bless Taiwan） - 華語女聲版 - 張杏月 - 台語男聲版 - 詹宏達 - 客家男聲版 - 劉劭希 - 阿美族女聲版 - 林照玉 | 上揚唱片           |
| 2010 | 2010台灣國際藝術節 《很久沒有敬我了你》        | 管絃樂編曲           | 《很久沒有敬我了你》原住民音樂劇 - 《很久沒有敬我了你 電影‧音樂‧劇 原聲帶2CD》由滾石唱片發行 ，榮獲第22屆金曲獎最佳原住民語專輯獎提名 - 《很久沒有敬我了你 DVD》(On the Road)由金革於2011年發行 - 《很久》(The Making Of On the Road)由龍男‧以撒克‧凡亞思執導的80分鐘製作紀錄片，DVD由滾石唱片於2012年發行 | 兩廳院             |
| 2010 | 所有曲目                                       | 編曲                 | 《大家都愛唱的台灣囝仔歌 - 寶貝動物歌》 | 上揚唱片           |
| 2010 | 〈微聲盼望〉                                   | 編曲、鋼琴演奏       | 《待轉》合輯 | 國度音樂           |
| 2011 | 〈春天的謎語〉（Spring Riddles）               | 委託作曲             | 建國100年系列活動──《百人木琴音樂會》 特別為打擊樂五重奏所寫 | 朱宗慶打擊樂團策劃 |
| 2012 | 很久系列II＜拉麥可＞ LA MICHAEL Amis's Musical | 配樂                 | 《很久二部曲》 很久二部曲阿美族之【拉麥可】電影．舞蹈．音樂．劇 | 兩廳院             |
| 2012 | 李欣芸、蕭青陽與臺灣國樂團《故事．島》         | 作曲及重新編曲       | 李欣芸、蕭青陽、導演龍男‧以撒克‧凡亞思與臺灣國樂團以音符、設計、影像 構築台灣故事的多媒體音樂會 | 兩廳院、臺灣國樂團 |
| 2015 | 台北捷運地景音樂                               | 作曲、演奏           | - 台北捷運5號板南線(藍線)進站音樂 - 只30秒樂曲發展成完整管絃樂作品〈台北行板〉，收錄於2016年推出的《心情電影院》雙CD專輯內 | 台北市政府文化局   |
| 2016 | 〈給臺灣的情書〉(世界首演)                     | 委託創作             | 臺北市立國樂團【超時空情書】音樂會 | 臺北市立國樂團     |
| 2019 | 2019總統府音樂會                               | 音樂總監、管絃樂編曲 | 「2019城南有意思」重頭戲活動 | 中華文化總會       |
| 2019 | 《行影玖拾－李行電影音樂會》                   | 音樂設計             | 李行導演九十歲大壽慶生音樂會 | 臺北市立交響樂團   |
| 2019 | 《有閒來坐 — 臺北城的十張椅子》                | 新曲創作             | 臺北市立國樂團【主題精選系列】音樂會 | 臺北市立國樂團     |
| 2024 | 〈黃仁勳給台灣的情書 A Love Letter To Taiwan〉 | 作曲、製作           | 為NVIDIA執行長黃仁勳2024年來台演講的壓軸影片〈Our Story, Built on Taiwan〉配樂 | 李欣芸音樂製作     |

### 其他出版
- 2017年－《李欣芸 作品選集1》(樂譜書)[162][163]，李欣芸音樂製作有限公司發行

### 相關文獻
- 林秀霞，2015，〈臺灣電影配樂產業與經營模式分析－以李欣芸音樂製作有限公司為例〉。淡江大學國際企業學系碩士在職專班學位論文。

## 主持作品

### 電台节目
| 年份   | 頻道                                    | 節目           |
| ------ | --------------------------------------- | -------------- |
| 2007年 | News98台灣全民廣播電台                  | 《音樂DiDaDi》 |
| 2017年 | Bravo FM 91.3(財團法人台北勞工教育電台) | 《星夜狂想曲》 |

## 外部連結
- Cincin Lee 李欣芸官方的Facebook專頁
- 【台灣電影網】找影人：李欣芸 （页面存档备份，存于）.文化部影視及流行音樂產業局
- 高雄市電影館：用音樂推動劇情──專訪電影音樂創作者李欣芸（上） （页面存档备份，存于）
- 高雄市電影館：用音樂推動劇情──專訪電影音樂創作者李欣芸（下）
- Hitoradio.com vs.李欣芸 （页面存档备份，存于）.Hitoradio‧Hit Fm
- 李欣芸用情譜曲 展現音樂魅力[永久]
- 李欣芸 古典音樂成功的叛逃者.文匯報.2010-12-29
- 孽子配樂座談會<范宗沛vs李欣芸>[]
- 博客來OKAPI -【2009年度百大】愛書100人：李欣芸 （页面存档备份，存于）
- 【臺灣電影網】李光爵：新一波電影配樂的崛起
- 林建良.李欣芸的酒量陳昇訓練的 （页面存档备份，存于）.新浪.2006-01-15
- 悠遊樂曲的情緒操盤手.迷誠品
- 【時光】vol.30 第二個房間：李欣芸配樂課.迷誠品
- 鄭雅文.【李欣芸】任何破碎的靈魂在音樂面前都可以被療癒 （页面存档备份，存于）.小日子
- 台北城的感官記憶（二）：你能聽見土地響起的那首歌嗎？ （页面存档备份，存于）.BIOS monthly.2016-02-16
- 【專訪】聲音的導演 李欣芸 （页面存档备份，存于）.Blow 吹音樂.2017-03-07
- 江昭倫.李欣芸出新輯 保加利亞交響樂團助陣.中央廣播電臺.2017-01-04
- 趙怡華.東歐交響樂團跨刀　李欣芸推配樂專輯圓夢 （页面存档备份，存于）.壹週刊.2017-02-08
- 李欣芸發精選：鈕承澤最難搞.ctwant
- 用配樂導一場好戲──金獎配樂師李欣芸 （页面存档备份，存于）. LaVie 設計改變世界.2017-04-07
- 楊育玫.【金曲獎演奏類最佳專輯製作人】她的音樂像天空沒有侷限　李欣芸用生命譜出上帝的聲音 （页面存档备份，存于）.基督教論壇報.2017-06-28
- 陳怡如.台灣唯一獲金馬、金曲雙肯定的女作曲家！李欣芸的自我突破之路 （页面存档备份，存于）.經理人.2017-06-25
- 聽見你生命中的那段樂章_專訪跨界音樂人李欣芸
- 用音符，譜寫故事裏的畫面與詩意 專訪音樂人李欣芸 （页面存档备份，存于）.華山1914文化創意產業園區
- 鄭景雯.亂彈阿翔到林生祥 總統府音樂會李欣芸跨界編曲 （页面存档备份，存于）.中央社.2019-04-06
- 謝淑靖.專訪電影配樂家李欣芸：「看起來很乖，是我的叛逆」 （页面存档备份，存于）.人迷 Womany.2019-04-25
- 郭士榛.李欣芸音樂才女跨界展風格 （页面存档备份，存于）.人間福報.2019-05-11
- 【配樂講座】李欣芸、沈宣萱、楊易修、李沛芩：影像沒說完的故事，就讓配樂說 （页面存档备份，存于）.
- 李欣芸揭開鋼鐵城市的柔軟 帶著高流乘起音樂之浪 （页面存档备份，存于）.
- 在真愛路一號，繼續對音樂的真愛—高雄流行音樂中心執行長李欣芸專訪 （页面存档备份，存于）.
- 「如果我們變得很格式化，那我們還是我們嗎？」訪高流執行長李欣芸、音樂人昊恩 （页面存档备份，存于）.
- 高雄流行音樂中心開幕 期待如萬花筒般璀璨 「高標」的時代來臨了！.
- 【娛樂透視】金獎作曲家回鄉擘畫　高流磁吸人才造音樂聚落 （页面存档备份，存于）.
- 【嶼浪同存】我們不能跟年輕人說要寫什麼歌才會紅——呂聖斐 ╳ 李欣芸 ╳ 馮建彰 ╳ 李明哲.
- 即將改變台灣的音樂座標：高雄流行音樂中心.
- 【吹專訪】一座流行音樂中心，如何拉近在地與音樂的距離？高流執行長李欣芸談體制內的「另翼之路」 （页面存档备份，存于）.
- Making Wave玩出來的音樂才能創造潮流——李欣芸. 臺北文創.2022-06-15
- 【焦點人物】回鄉音樂路，並不好走！ （页面存档备份，存于）. 南主角.2022-11-17